# Honaunau-Napoopoo
Honaunau-Napoopoo és una població dels Estats Units a l'estat de Hawaii. Segons el cens del 2000 tenia 2.414 habitants.

## Demografia
Segons el cens del 2000, Honaunau-Napoopoo tenia 2.414 habitants, 846 habitatges i 591 famílies. La densitat de població era de 24,52 habitants per km².
Dels 846 habitatges, en un 30,1% hi vivien nens de menys de 18 anys; en un 50,4% hi vivien parelles casades; en un 11,9%, dones solteres, i en un 30,1% no eren unitats familiars. En el 20,3% dels habitatges hi vivien persones soles el 5,2% de les quals corresponia a persones de 65 anys o més que vivien soles. El nombre mitjà de persones vivint en cada habitatge era de 2,85 i el nombre mitjà de persones que vivien en cada família era de 3,35.
Per edats la població es repartia de la següent manera: un 25,1% tenia menys de 18 anys, un 8,2% entre 18 i 24, un 23,7% entre 25 i 44, un 31,1% de 45 a 64 i un 11,9% 65 anys o més.
L'edat mediana era de 40,4 anys. Per cada 100 dones hi havia 104,58 homes. Per cada 100 dones de 18 o més anys hi havia 104,52 homes.
La renda mediana per habitatge era de 41.912 $ i la renda mediana per família de 47.679$. Els homes tenien una renda mediana de 31.201 $ mentre que les dones 24.453 $. La renda per capita de la població era de 20.025 $. Entorn de l'11,6% de les famílies i el 13,5% de la població estaven per davall del llindar de pobresa.

## Poblacions més properes
El següent diagrama mostra les poblacions més properes.